# Ausstrahlung (Sozialversicherung)
Ausstrahlung ist ein Begriff aus dem deutschen Sozialversicherungsrecht und bezeichnet den Tatbestand, dass bei einer vorübergehenden Verlagerung des Beschäftigungsortes eines Beschäftigten aus dem Inland in das Ausland weiterhin die deutschen Rechtsvorschriften über Versicherungspflicht und Versicherungsberechtigung gelten. Gesetzliche Grundlage ist § 4 SGB IV. Liegen die gesetzlichen Voraussetzungen für die Anwendung der deutschen Rechtsvorschriften vor, so „strahlen“ diese in das Ausland „aus“. Zu beachten ist, dass es bei einer Entsendung in das Ausland in den einzelnen Zweigen der Sozialversicherung in den jeweiligen Staaten unterschiedliche Regelungen geben kann, so dass dieser Artikel nur grundsätzliche Fragen beleuchten kann.

## Merkmale einer Entsendung
Eine Entsendung im Sinne des Ausstrahlungsbegriffes ist durch bestimmte Merkmale gekennzeichnet. Sie liegt vor, wenn sich ein Arbeitnehmer auf Anweisung seines Arbeitgebers ins Ausland begibt, um dort für seinen Arbeitgeber eine Beschäftigung auszuüben. Wird ein Arbeitnehmer extra zum Zwecke einer Entsendung eingestellt, so ist die Voraussetzung erfüllt, wenn sich der Lebensmittelpunkt des Arbeitnehmers in der Bundesrepublik Deutschland befunden hat.

## Vorliegen einer Ausstrahlung
Im Sinne des § 4 SGB IV liegt eine Ausstrahlung unter folgenden Voraussetzungen vor:
- Die Entsendung erfolgt in ein Gebiet außerhalb des Geltungsbereiches des Sozialgesetzbuches (d. h. außerhalb Deutschlands) im Rahmen eines in Deutschland bestehenden Beschäftigungsverhältnisses.
- Die Entsendung muss im Voraus vertraglich oder durch die Eigenart der Beschäftigung (z. B. für ein bestimmtes Bauprojekt) befristet sein. Wird eine zunächst zeitlich begrenzte Entsendung fortgesetzt und ist die Fortsetzung vertraglich möglich, so gilt die Entsendung insgesamt als im Voraus zeitlich begrenzt. Dies gilt nicht, wenn im Vertrag eine automatische Verlängerung vorbehaltlich einer anders lautenden Entscheidung innerhalb einer bestimmten Frist vereinbart wurde. Die Voraussetzung einer zeitlichen Befristung der Entsendung ist auch dann erfüllt, wenn der Arbeitnehmer für mehrere Zeiträume hintereinander ins Ausland entsandt wird, sofern die Beschäftigung insgesamt im Voraus zeitlich befristet ist. Das Ende der Entsendung kann auch auf das Erreichen der Altersgrenze für eine Vollrente wegen Alters durch den Arbeitnehmer festgesetzt werden. Das Gesetz sieht keine Höchstgrenze für die zeitliche Befristung der Entsendung vor.
- Der Arbeitgeber ist berechtigt, den entsandten Arbeitnehmer jederzeit aus dem Ausland zurückzurufen, d. h. der Arbeitnehmer bleibt für die Dauer des Auslandsaufenthaltes in den Betrieb in Deutschland eingegliedert.
- Der Arbeitgeber ist weiterhin weisungsbefugt gegenüber dem Arbeitnehmer.
- Der Anspruch des Arbeitnehmers auf Arbeitsentgelt richtet sich gegen den Arbeitgeber in Deutschland d. h. nicht gegen eine rechtlich eigenständige Tochterfirma. Das Arbeitsentgelt wird nicht an die ausländische Firma weiterbelastet.

## Ende einer Ausstrahlung
Unter bestimmten Umständen endet eine Ausstrahlung und damit auch die Anwendung deutscher Rechtsvorschriften. Dies ist beispielsweise der Fall, wenn zwar der Beschäftigungsort im Ausland gleich bleibt, aber der Arbeitgeber im Inland gewechselt wird. Bei Betriebsübernahmen gilt dies nicht. Weiterhin endet die Ausstrahlung, wenn die befristete Entsendung in eine unbefristete Auslandsbeschäftigung umgewandelt wird.

## Folgen der Ausstrahlung
Wenn eine Entsendung die Voraussetzungen für die Ausstrahlung erfüllt, so gilt für die Beschäftigung im Ausland weiterhin das deutsche Recht über soziale Sicherheit. Das heißt, eine solche Beschäftigung ist hinsichtlich Versicherungs- und Beitragspflicht nach inländischem Recht zu beurteilen. Genauere Regelungen finden sich in den „Richtlinien zur Versicherungsrechtlichen Beurteilung von Arbeitnehmern bei Einstrahlung und Ausstrahlung“, die von den Spitzenverbänden der Kranken-, Renten- und Unfallversicherungsträger sowie der Bundesagentur für Arbeit herausgegeben werden. Unter Umständen kann es dazu kommen, dass ein Arbeitnehmer, für den wegen Ausstrahlung weiterhin die deutschen Rechtsvorschriften anzuwenden sind, zeitgleich auch in dem Land, in das er entsandt wird, den dortigen Rechtsvorschriften über soziale Sicherheit unterliegt und es somit zu Doppelversicherung kommt. Um dies zu vermeiden, gibt es zwischen vielen Staaten über- und zwischenstaatliche Vereinbarungen. Diese Regelungen sind, sofern sie vom deutschen Recht abweichen, vorrangig vor den deutschen Rechtsvorschriften anzuwenden, falls die betroffenen Personen vom persönlichen, sachlichen und gebietlichen Geltungsbereich dieser Abkommen erfasst werden.

## Prüfung der Voraussetzungen
Die Prüfung, ob die Voraussetzungen für eine Ausstrahlung vorliegen, erfolgt durch die zuständige Krankenkasse. Für den Zweig der gesetzlichen Unfallversicherung ist diese Beurteilung vom zuständigen Unfallversicherungsträger vorzunehmen. Die Krankenkassen beraten die Arbeitgeber auch hinsichtlich Besonderheiten in den einzelnen Entsendestaaten. Besteht kein Versicherungsschutz bei einer Krankenkasse, entscheidet dies der zuständige Rentenversicherungsträger. In beiden Fällen wendet man sich mit dem Antrag auf Ausstellung einer Entsendebescheinigung Vordruck A 1 (früher E101) an die zuständige Stelle, sofern es sich um einen EU- bzw. EWR-Staat handelt, in den der Arbeitnehmer entsandt wird.